# كيت غولدن
كيت غولدن (بالإنجليزية: Kate Golden)‏ هي لاعبة غولف أمريكية، ولدت في 9 فبراير 1967 في بومونت في الولايات المتحدة.

## وصلات خارجية
- كيت غولدن على موقع رابطة لاعبات الغولف المحترفات (الإنجليزية)